# Лёкъёль (приток Вертного)
Лёкъёль — река в России, протекает по Республике Коми по территории района Печора. Длина реки составляет 13 км.

## География
Начинается в болотах междуречья Южного Вертного и Залазной. Течёт по тайге в западном направлении. Устье реки находится в 2 км по левому берегу Вертного.

## Данные водного реестра
По данным государственного водного реестра России относится к Двинско-Печорскому бассейновому округу, водохозяйственный участок реки — Печора от водомерного поста у посёлка Шердино до впадения реки Уса, речной подбассейн реки — бассейны притоков Печоры до впадения Усы. Речной бассейн реки — Печора.
Код объекта в государственном водном реестре — 03050100212103000063320.